# Mohammed Djetei
Mohammed Djetei (Yaundé, Camerún, 18 de agosto de 1994) es un futbolista camerunés. Su posición es la de defensa y su equipo es el Maccabi Netanya de la Liga Premier de Israel.

## Trayectoria
Se formó en el Union Douala de su país, equipo con el que logró un segundo puesto en la Primera División de Camerún.
Durante el verano de 2016 se marchó a España tras firmar con el Nàstic de Tarragona por cuatro temporadas. Completó tres de ellas y en septiembre de 2019 se unió al Córdoba C. F. Tras dos campañas en el equipo andaluz, en junio de 2021 se fue al Albacete Balompié. Allí disputó 99 partidos en tres años, en los que consiguió un ascenso a Segunda División y jugaron una promoción de ascenso a Primera.
El 1 de agosto de 2024, tras haber rescindido su contrato con el conjunto manchego, fichó por el Maccabi Netanya israelí.

## Selección nacional
Ha sido internacional con la selección de fútbol de Camerún, con la que ha disputado 14 encuentros y ha conseguido la Copa Africana de Naciones de 2017.

## Clubes
| Club                | País    | Año       |
| ------------------- | ------- | --------- |
| Union Douala        | Camerún | 2014-2016 |
| Nàstic de Tarragona | España  | 2016-2019 |
| Córdoba C. F.       | España  | 2019-2021 |
| Albacete Balompié   | España  | 2021-2024 |
| Maccabi Netanya     | Israel  | 2024-     |

## Palmarés

### Títulos internacionales
| Título                    | Club (*) | País  | Año  |
| ------------------------- | -------- | ----- | ---- |
| Copa Africana de Naciones | Camerún  | Gabón | 2017 |

(*) Incluyendo la selección.